# Creatonotos gracilis
Creatonotos gracilis är en fjärilsart som beskrevs av Hermann Stauder 1899. Creatonotos gracilis ingår i släktet Creatonotos och familjen björnspinnare. Inga underarter finns listade i Catalogue of Life.